# Cronberg (Adelsgeschlecht)

Wappenschild derer von Cronberg

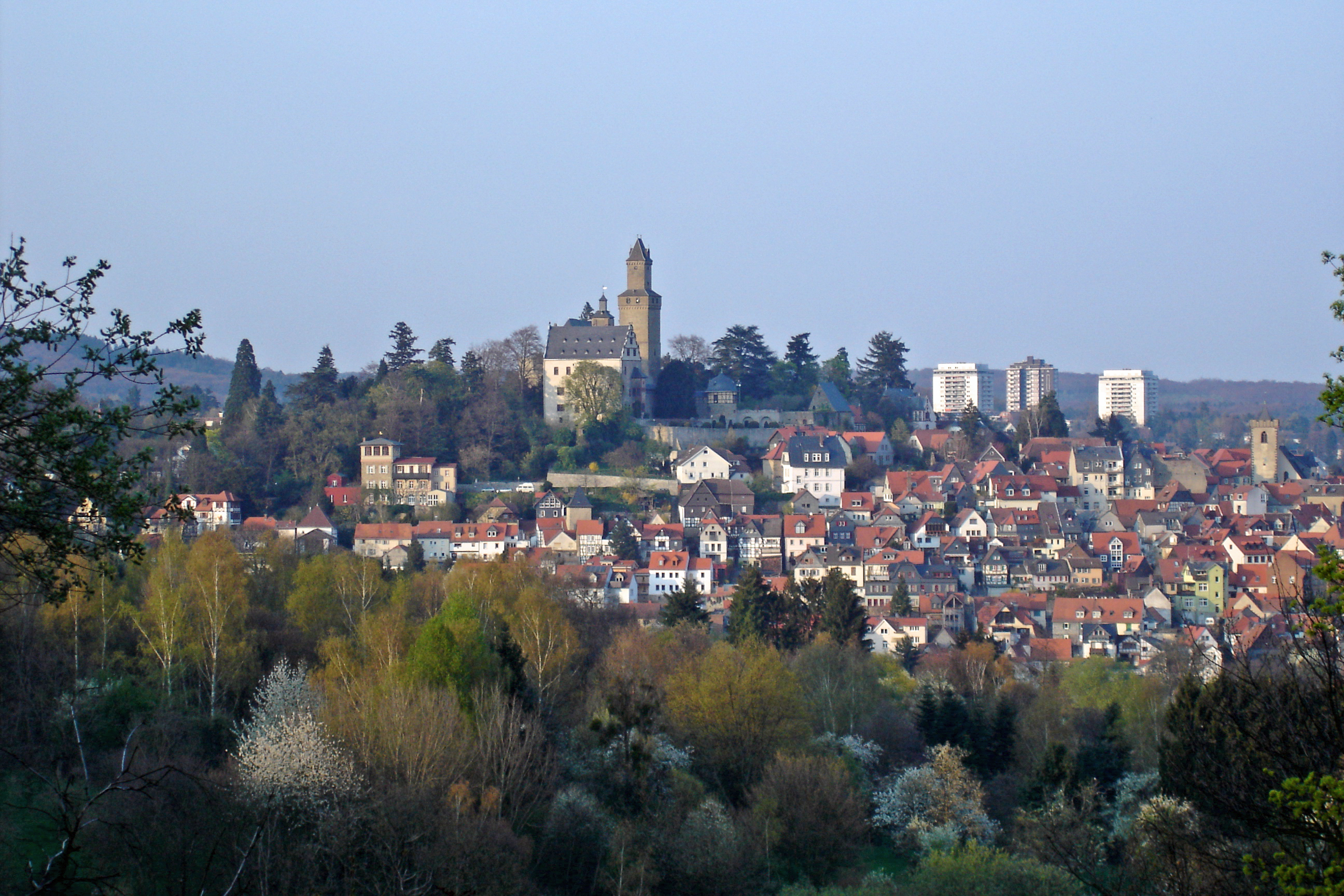
Burg und Stadt Kronberg, Blick von Mammolshain

Die Herren von Cronberg (auch Cronenberg oder Cronbergk) waren ein Reichsrittergeschlecht, das seit der zweiten Hälfte der 12. Jahrhunderts (auch) auf Burg Kronberg (erbaut ab ca. 1170) im Taunus über der heutigen Stadt Kronberg im Taunus lebte. Spätestens ab 1230 bis zum Aussterben der männlichen Linie 1704 stellte die Burg auch den Stammsitz dar. Mehrere Mitglieder erlangten überregionale Bedeutung, so als Deutsch- und Hochmeister des Deutschen Ordens (Walther von Cronberg), als vehemente Vertreter des lutherischen Glaubens in der Reformationszeit (Hartmut XII. von Cronberg) und als Erzbischof und Kurfürst von Mainz (Johann Schweikhard von Cronberg).

## Geschichte

### Herkunft

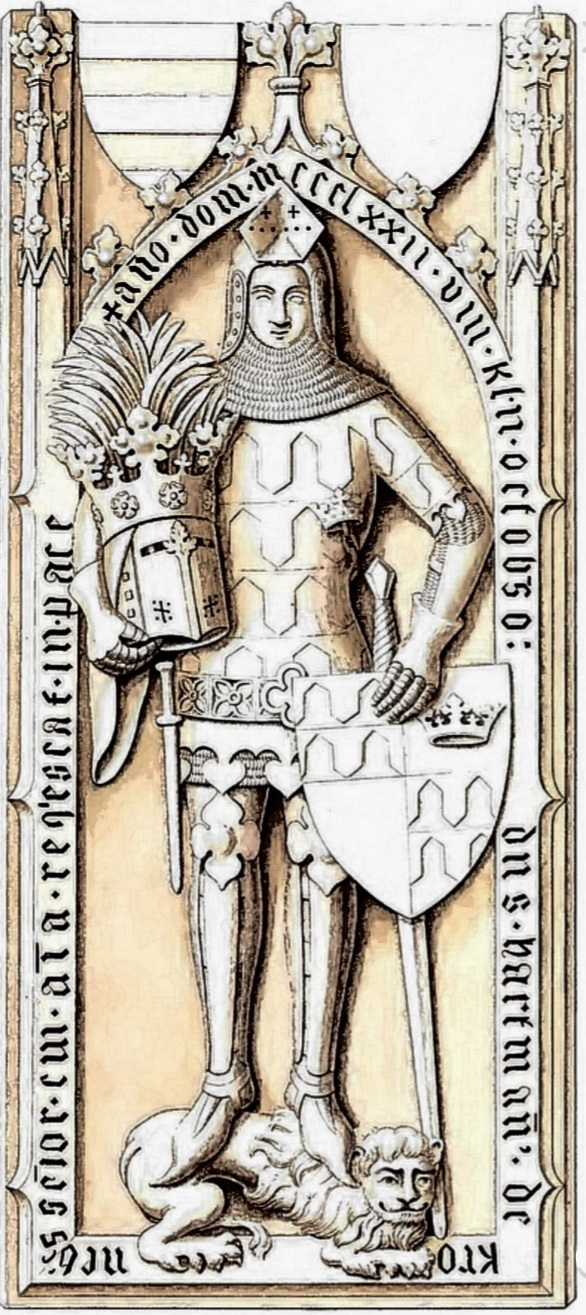
Hartmut VI. von Kronberg (vom Kronenstamm), Epitaph 1372

Als ein Stammvater gilt der 1194 urkundlich erwähnte Walter von Hescheburnen. Die Familie besaß eine kleine Motte (befestigten Wohnturm) in Eschborn. Hartmut I. von Eschborn (erwähnt zwischen 1216 und 1221) ließ die Burg Kronberg errichten, die seiner Familie künftig als Ganerbenburg diente. Die älteste bekannte Selbstbezeichnung als derer „von Cronberg“ findet sich bei Otto I. von Cronberg, der diese Familienbezeichnung 1230 trug. Für den älteren Bruder Hartmut II. ist „von Cronberg“ als Familienbezeichnung erst ab 1235 nachweisbar; sein Sohn Hartmut III. gilt als Stammvater des Kronenstamms der Familie (nach einer Wappenfigur, s. u.). Dietrich (1304–1328), ein Enkel Ottos I. von Cronberg, gründete den Flügelstamm (nach einem geflügelten Erbhelm), noch später entstand der Ohrenstamm (ebenfalls nach Helmzier).

### Spätes Mittelalter

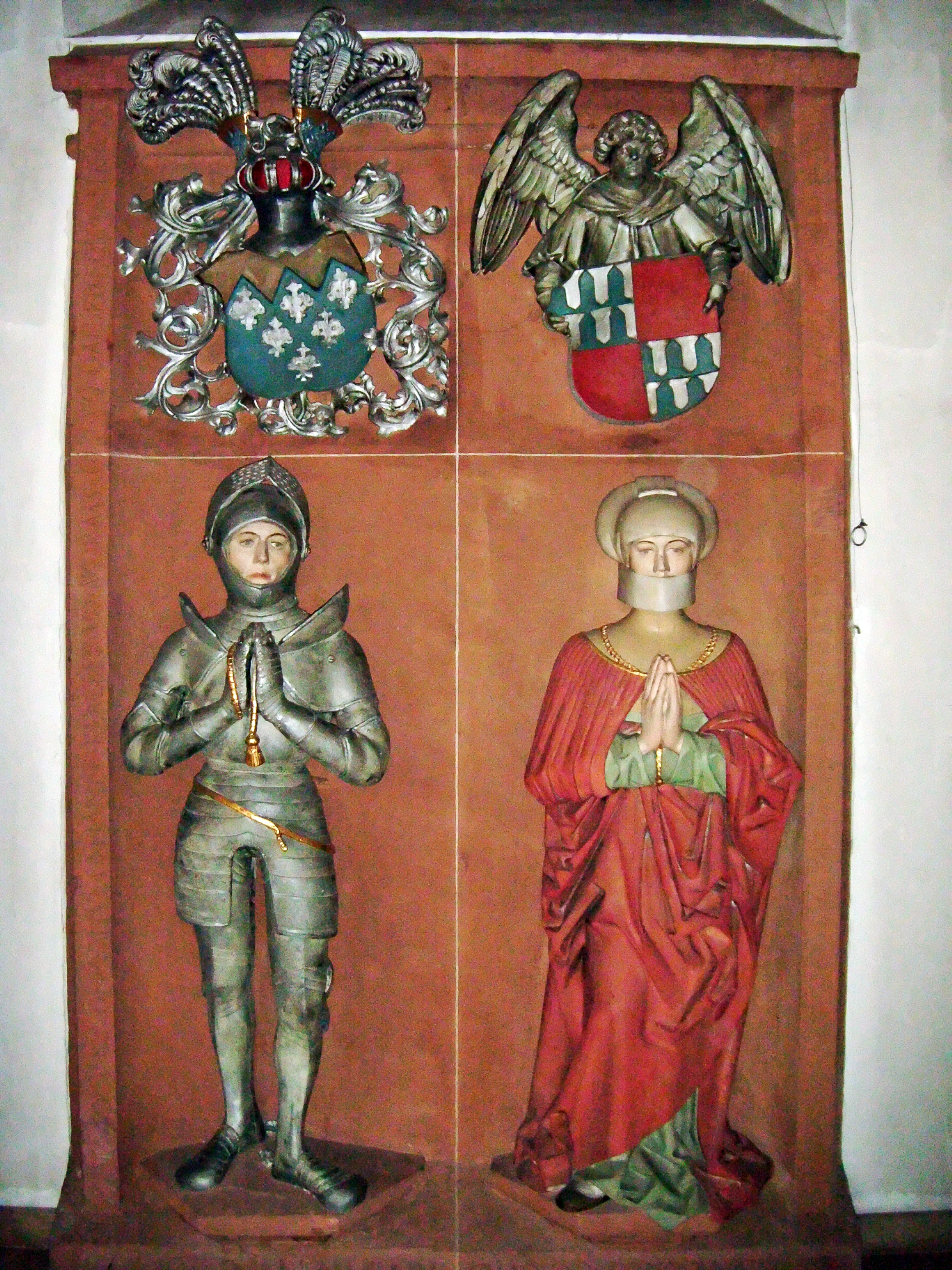
Grabmal der Katharina von Cronberg († 1510) (Schwester des Walther von Cronberg) und ihres Gatten Hanns Kämmerer von Worms († 1531), römisch-katholische Kirche St. Martin in Sankt Martin (Pfalz)

Die Familienstämme bewohnten aufgrund von Ganerbschaftsrecht verschiedene Gebäude auf dem Kronberger Burggelände, insbesondere auch die im 17. Jahrhundert abgerissene Unterburg. Für die Jahre 1339 und 1344 sind Burgfriedensverträge bekannt, die auch Rechte der Untertanen gegenüber den Herren festschrieben. Die Cronberger schlossen ihre Ehen standesgemäß mit anderen niederen Adeligen des Umlands, häufiger denen von Reifenberg und Hattstein, aber auch Bellersheim, Riedesel und Löw zu Steinfurth. Später verband sich die Familie auch mit denen von Sickingen und Dalberg. Mitte des 14. Jahrhunderts war das Geschlecht durchaus wohlhabend und konnte große Geldsummen an andere Fürsten verleihen. Ulrich „der Rote“ von Cronberg (Flügelstamm) war so angesehen, dass er 1357 vom Erzbistum Mainz belehnt wurde; er war auch Statthalter für den Rheingau. Frank VIII. (Ohrenstamm) war Geldbeschaffer des Erzbischofs Gerlach von Mainz.
Die Familie zählte zum Rheinischen Ritterkreis, der Ohrenstamm der Familie schloss sich zudem der Rittergesellschaft mit dem Esel an.

### Beziehungen zu Frankfurt

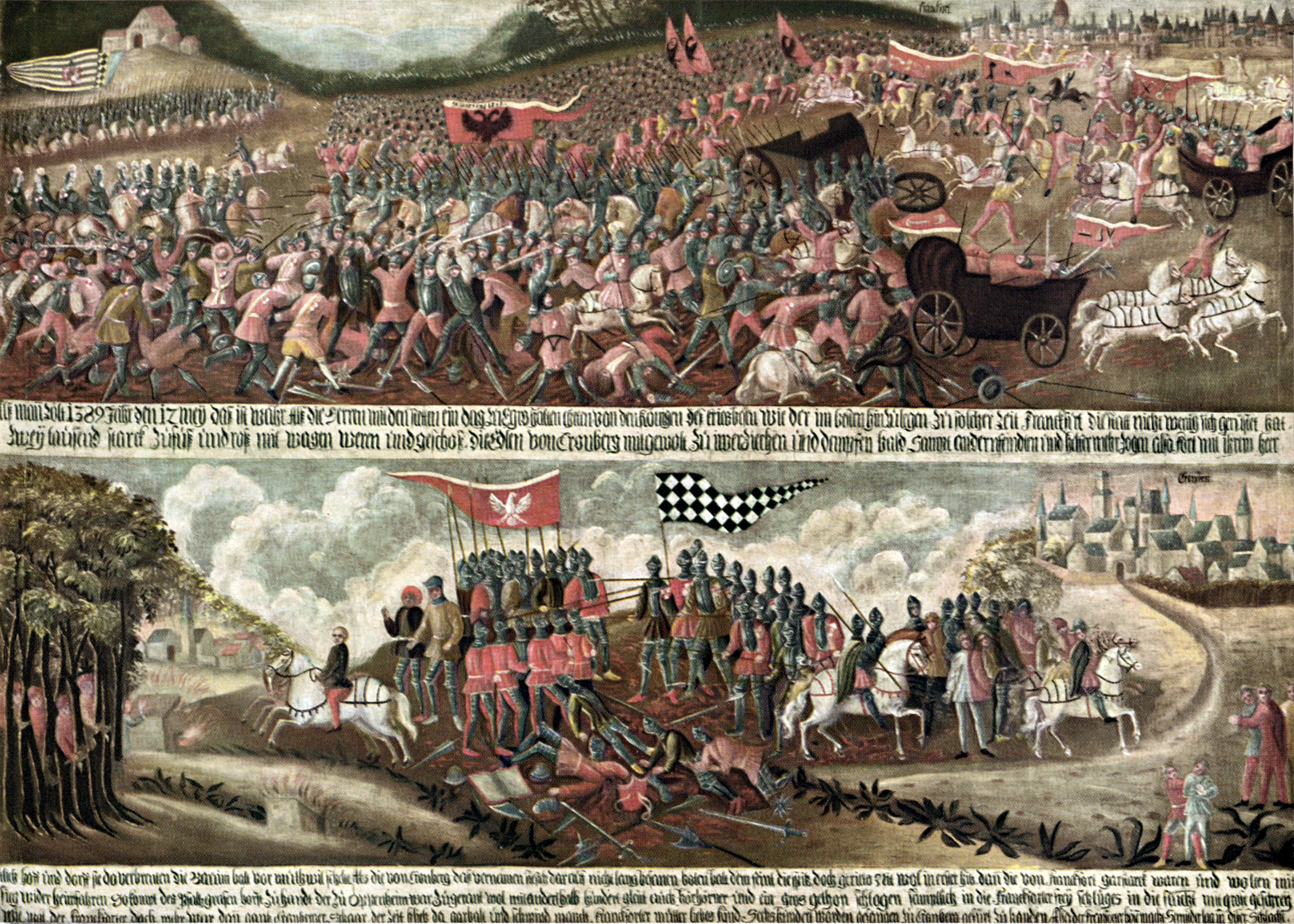
Schlacht bei Kronberg 1389

Bereits um etwa 1350 hatten die Cronberger auch Besitzungen in Frankfurt, 1341 kam es zu einem Bündnis zwischen dem Geschlecht und der Stadt. Walter V. von Cronberg war 1346–1349 Schultheiß der Stadt. Die Cronberger erhielten in dieser Zeit kaiserliche Privilegien, darunter ein Judenprivileg und 1367 für Ulrich II. das Marktrecht für die Stadt Kronberg, sowie eine reichsunmittelbare Gerichtsbarkeit. Somit bestand nun eine Konkurrenzsituation zu Frankfurt, welches ebenfalls Privilegien beim Kaiser gekauft hatte.
Am 16. Februar 1389 erklärten Johann, Walther und Frank von Cronberg zusammen mit ihren Verbündeten, dem Grafen Ulrich V. von Hanau und anderen Rittern, der Reichsstadt Frankfurt am Main die Fehde. Hinter dem Konflikt standen zum einen Auseinandersetzungen um die Vorherrschaft im Rhein-Main-Gebiet, zum anderen die sozialen Umschichtungen am Ende des Mittelalters, als Ritter und niederer Adel gegenüber aufkommendem Bürgertum und dem hohen Adel, der mit dem Territorialisierungsprozess an Macht gewann, abzusinken drohten. Am 14. Mai besiegten die verbündeten Adligen die Frankfurter Streitmacht in der Schlacht bei Eschborn und nahmen über 620 Frankfurter Bürger gefangen, darunter alle Bäcker und einen der beiden Bürgermeister. Gegen ein Lösegeld von 73.000 Gulden ließen sie die Gefangenen frei. Die Stadt schloss daraufhin ein Bündnis mit den Cronbergern und band sie so in ihre Politik ein: 1394 verpflichtete sie Hartmut VIII. von Cronberg als Amtmann für die Frankfurter Dörfer mit Sitz in Bonames. 1395 verbündete sie sich auch mit Johann von Cronberg gegen Hartmut IX. von Cronberg, der von Burg Tannenberg als Raubritter die Geleitzüge städtischer Kaufleute überfiel – diese Raubritterburg wurde 1399 belagert und dann geschleift.
Frank XII. „der Reiche“ von Cronberg (Ohrenstamm), ein Enkel Franks VIII., erbte Schuldbriefe des Mainzer Erzbistums, und erwarb durch sein finanzielles Geschick zahlreiche Besitzungen rund um Frankfurt. Trotz der Besorgnis der Bürger blieb er aber letztlich im Einvernehmen mit der Stadt.

### Frühe Neuzeit

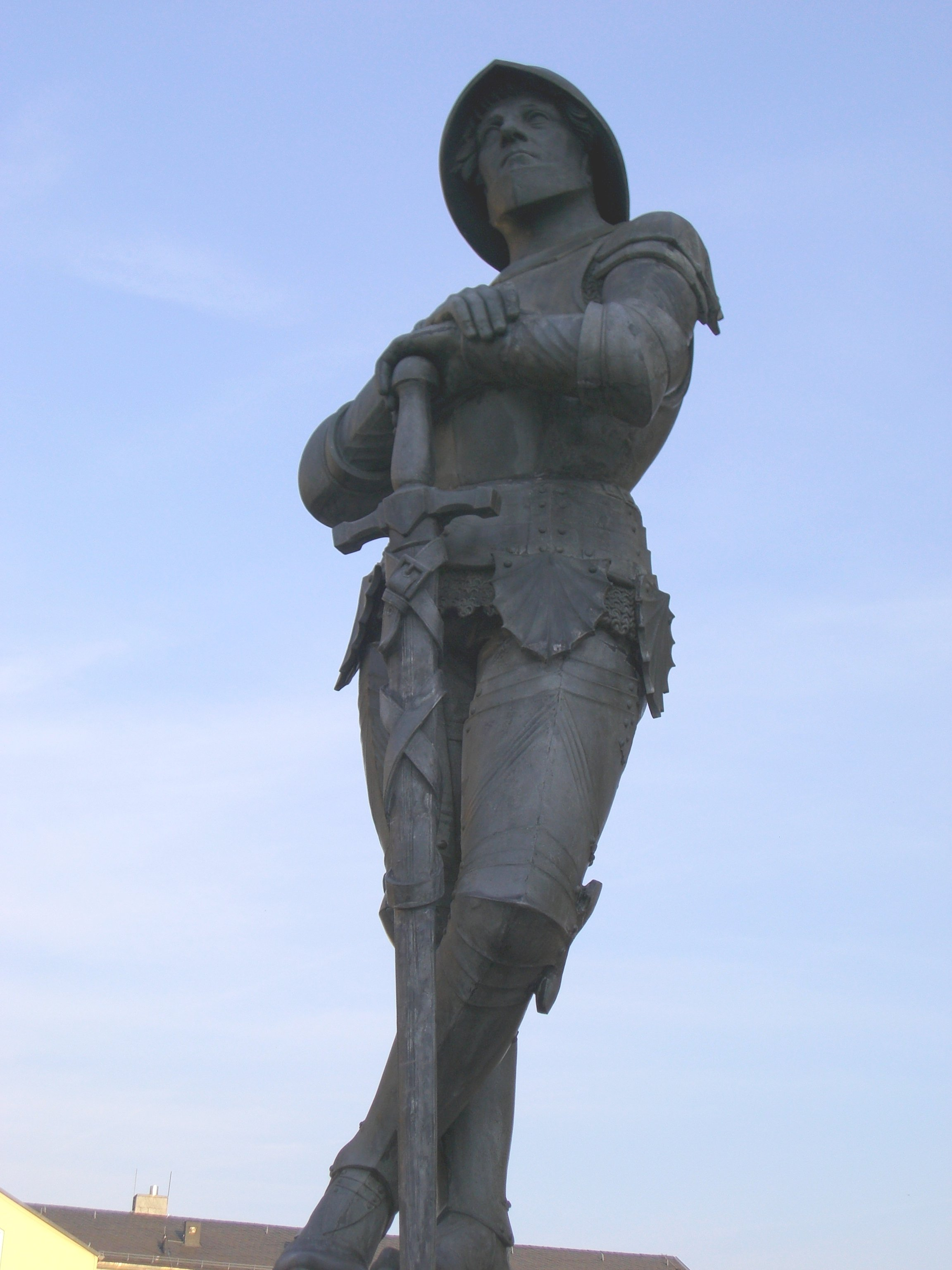
Standbild des Reichsritters Hartmut XII. von Kronberg

Hartmut XII. von Cronberg, Oberhaupt des Kronenstammes in seiner Zeit und Cousin des Franz von Sickingen, hatte diesem bei dessen Angriff auf Trier und Worms beigestanden. 1522 belagerte deshalb eine Koalition aus dem Trierer Erzbischof Richard von Greiffenklau zu Vollrads, Ludwig von der Pfalz und dem Landgrafen Philipp dem Großmütigen Stadt und Burg Kronberg und erzwang deren bedingungslose Kapitulation. Hartmut XII. floh. Landgraf Philipp hielt Kronberg in den folgenden Jahren besetzt und es wurde 1526 unter ihm lutherisch. 1540 schloss Philipp eine zweite morganatische Ehe mit dem sächsischen Hoffräulein Margarethe von der Saale, noch zu Lebzeiten seiner Frau. Mit dieser Bigamie handelte sich Philipp politisch weitreichende Schwierigkeiten ein. Deshalb musste er unter anderem 1541 Burg und Stadt Kronberg an Hartmut XII. zurückgeben. Das geschah unter der Bedingung, dass die lutherische Reformation erhalten bliebe. Dies fiel Hartmut leicht, der auch die meisten Familienmitglieder auf die Seite des protestantischen Glaubens gezogen hatte.
Andere Familienmitglieder, gerade im Flügelstamm, blieben hingegen weiterhin der katholischen Lehre treu. Walther von Cronberg, Deutschmeister im Deutschen Orden, unterstützte dennoch auch die Anliegen seiner protestantischen Verwandten. 1617 erlosch mit dem Tod des Johann Eberhard von Cronberg, Vicedominus des Rheingaus und Mainzer Erbtruchsess, der Flügelstamm derer von Cronberg.

### Dreißigjähriger Krieg und Folgen
Ab 1618 wurden die Cronberger, von denen somit nur noch der Kronenstamm existierte, auf Veranlassung von Kurfürst Johann Schweikhard nach und nach in den Freiherrnstand erhoben. Der Kurfürst und Erzbischof schürte allerdings auch familieninternen Streit um die Konfession: Mehr als die evangelischen Verwandten förderte er seinen Lieblingsneffen Adam Philipp XI., und nach verschiedenen Vorstößen gegen die Protestanten legte er schließlich 1625/26 nach dem Tode Hermanns I. dessen Testament vor, laut dem dieser auf dem Sterbebett die Konfession gewechselt hatte. Infolgedessen wurde die Herrschaft Cronberg bis zum Friedensschluss 1648 katholisch, die evangelische Geistlichkeit wurde vertrieben. Adam Philipp XI. wurde aufgrund seiner militärischen Verdienste reich belehnt und er stieg 1630 zum Reichsgraf auf. Spätestens ab diesem Zeitpunkt war die Familie recht scharf getrennt in einen evangelisch-freiherrlichen Zweig und einen katholisch-reichsgräflichen Zweig.
Der Krieg forderte neben dem Familienfrieden auch weitere Opfer, darunter der einstige Eschborner Stammsitz aus dem 12. Jahrhundert (1622 zerstört) sowie zahlreiche männliche Familienmitglieder, sodass die Familie bei Kriegsende stark ausgedünnt war. Die Familienzweige beider Konfessionen brachten mehr Töchter als Söhne hervor, und die letzten Familienmitglieder wohnten aufgrund der Konfessionsstreitigkeiten bereits nicht mehr auf der Burg Kronberg. Kraft Adolf Otto von der reichsgräflichen Linie war in seinen Territorien als streitsamer bis brutaler Landesherr berüchtigt, vor dem auch seine Ehefrau geflohen war; er starb 1692 ohne legitime Erben. 1704 starb auch der auf Burg Hohlenfels im Hintertaunus lebende Johann Nicolaus von Cronberg von der freiherrlichen Linie, der als weitgereister, frommer und mildtätiger Mann bekannt geworden war. Die Einwohner Kronbergs hatten vergeblich auf eine Heirat des scheuen Junggesellen gedrängt, um so den Fortbestand der Linie zu sichern.
Die gräfliche Herrschaft Rothenberg im Odenwald fiel an die von Degenfeld, die freiherrliche Herrschaft Cronberg an Kurmainz, verschiedene andere Besitzungen waren zwischenzeitlich wieder verloren gegangen, von der Familie verkauft oder als Mitgift vergeben worden.
Zwischen 1738 und 1763 unternahm das Erzbistum Mainz erneute Anstrengungen, die evangelische Bevölkerung zum Katholizismus zurückzuführen; die alte Burg Kronberg fand durch das 18. Jahrhundert hindurch noch als Steinbruch Verwendung.
1933 erhielten Burg und Stadt Kronberg ihre heutige Schreibweise mit K, weil die Schreibung mit C als „undeutsch“ galt.

## Wappen
- Blasonierung des Kronenstamm-Wappens: Geviert; Feld 1: In Rot eine goldene Krone, Feld 2 und 3: In Silber vier (2:2) blaue Eisenhütlein, Feld 4: Rot. Auf dem Helm mit rot-silbernen Decken eine schwarze Disteldolde.[7]
- Blasonierung des Flügelstamm-Wappens: Geviert; Feld 1: Rot, Feld 2 und 3: In Silber vier (2:2) blaue Eisenhütlein, Feld 4: Rot. Helmzier zwei Flügel.
- Blasonierung des Ohrenstamm-Wappens: wie Flügelstamm, jedoch als Helmzier auf dem gekrönten Helm zwei silberne Eselsohren. Helmdecken rot-silbern.

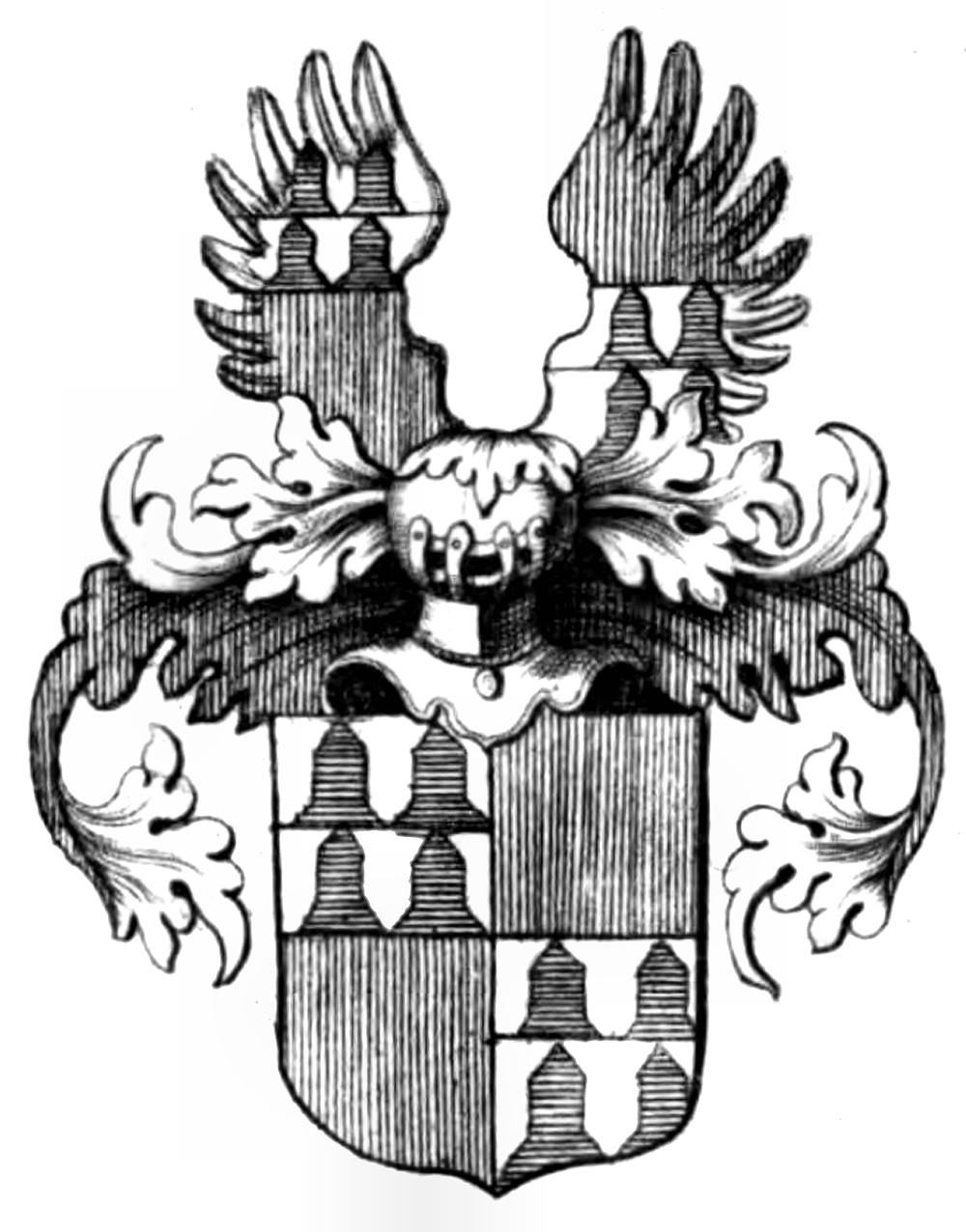
Wappen derer von Cronberg, Flügelstamm (aus Humbracht u. a., 1707[8])
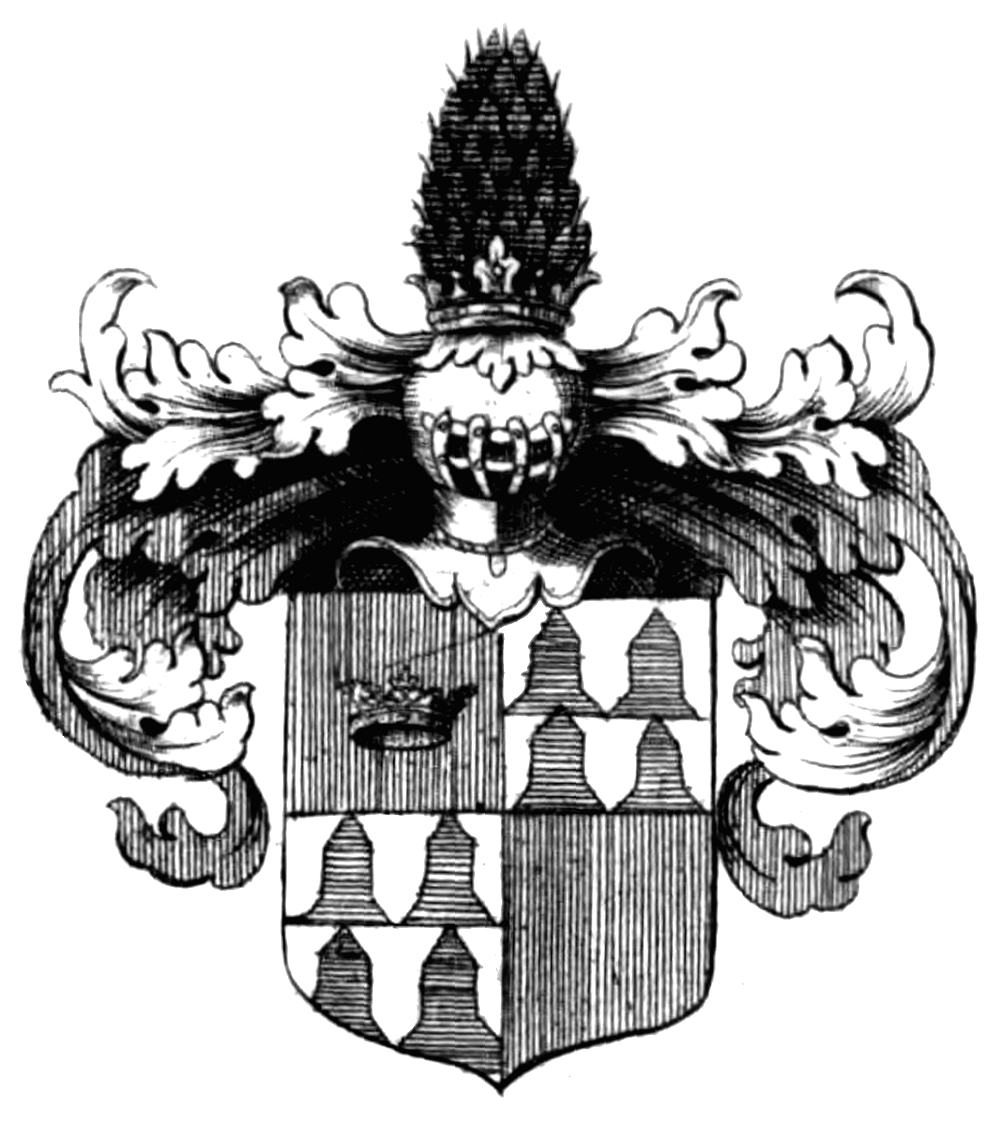
Wappen derer von Cronberg, Kronenstamm (aus Humbracht u. a., 1707)
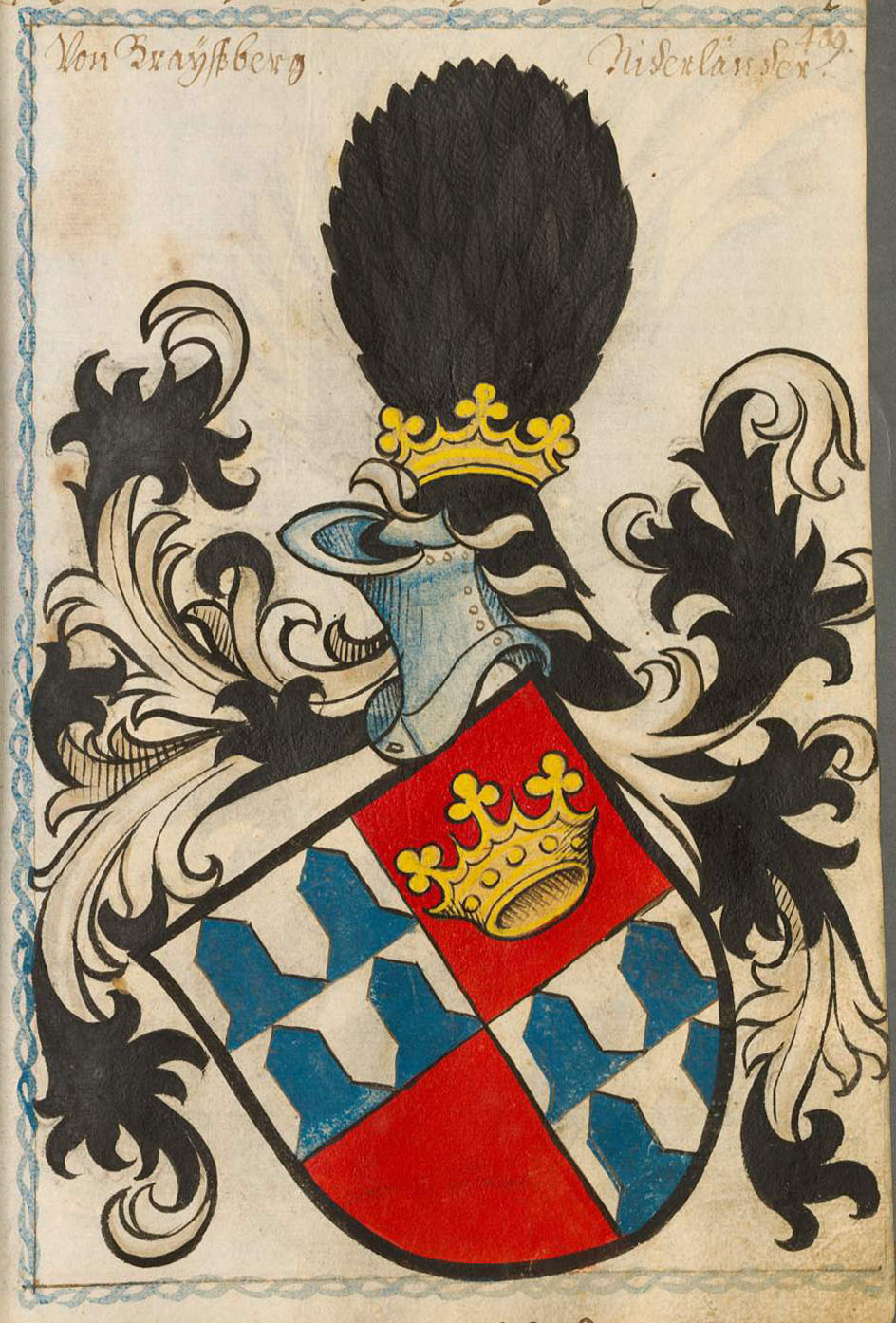
Wappen der Kronenstamm-Ritter von Cronberg im Scheiblerschen Wappenbuch
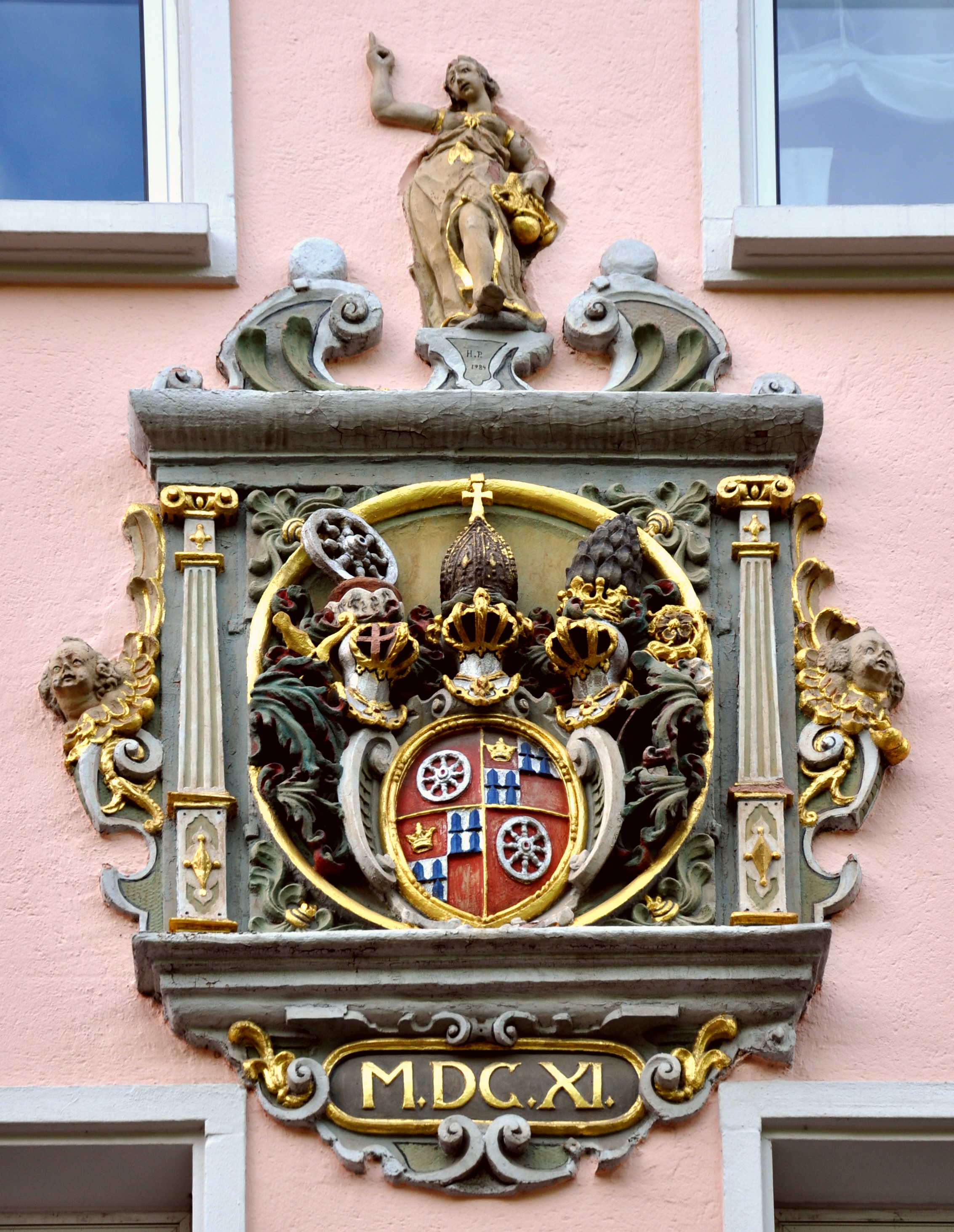
Wappen des Kurmainzer Erzbischofs Johann Schweikhard von Kronberg aus dem Kronenstamm, Mainz, Höfchen 4 (1611)
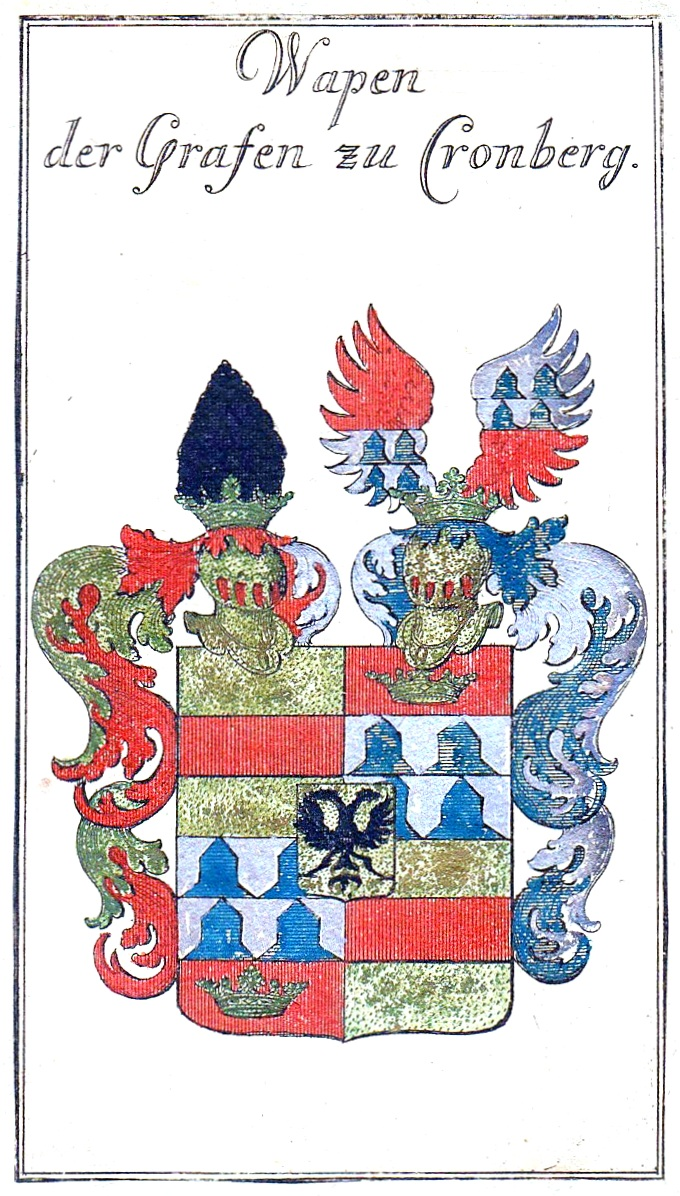
Wappen des Kraft Adolf Otto, Graf von Kronberg, Hohengeroldseck und Falkenstein, Freiherr von Oberstein, Herr zu Poritschen, Borbey, Flörchingen und Abenheim

Im Scheiblerschen Wappenbuch sind die Felder spiegelbildlich vertauscht, das Wappen ist also gewendet dargestellt; des Weiteren sind die Helmdecken bei Scheibler schwarz-silbern.
Das Cronberger Wappen wurde von Wörth am Main als Stadtwappen übernommen.

## Bedeutende Familienmitglieder
- Hartmut IV. Ritter von Cronberg erhielt 1330 von Kaiser Ludwig dem Bayern die Stadtrechte für die Burgsiedlung verliehen
- Hartmut V. von Cronberg, Burggraf zu Starkenburg und Geschäftsmann
- Eberwin I. von Cronberg († 1303); von 1299 bis 1303 Bischof von Worms
- Frank XII. „der Reiche“ von Cronberg († 1461), letzter des Ohrenstamms, vererbte seinen Reichtum an die Familie Solms
- Walther von Cronberg (1477–1543), ab 1526 Deutschmeister und von 1527 bis 1543 auch Hochmeister des Deutschen Ordens.
- Hartmut XII. von Cronberg (1488–1549) war einer der ersten Anhänger Martin Luthers, Wegbereiter der Reformation in Süddeutschland und unterstützte Franz von Sickingen
- Johann Eberhard von Cronberg (1547–1617) war Amtmann zu Alzenau und später Burggraf zu Friedberg
- Johann Schweikhard von Cronberg (1553–1626), Enkel Hartmuths. XII., war ab 1604 Kurfürst und Erzbischof von Mainz
- Wilhelm von Cronberg, Großbailli des Johanniterordens, stand außerdem mehreren Johanniterkommenden als Kommendator vor
- Adam Philipp XI. von Cronberg (1599–1634), erster Reichsgraf des Geschlechts und kaiserlicher General
- Kraft Adolf Otto von Cronberg (1629–1692), letzter Reichsgraf des Geschlechts
- Die Brüder Hartmut XVIII. von Cronberg (1614–1685) und Johann Daniel von Cronberg (um 1616–nach 1668) waren kurpfälzische Hofbeamte und Mitglieder der Fruchtbringenden Gesellschaft
- Ihr Cousin Johann Nicolaus von Cronberg (n. 1633–1704) starb ehe- und kinderlos als letztes männliches Mitglied der Familie